# Everything Gonna Be Alright
«Everything Gonna Be Alright» — пісня американського блюзового музиканта Літтла Волтера, випущена синглом у 1959 році на лейблі Checker (дочірньому Chess). У 1959 році пісня посіла 25-е місце в хіт-параді R&B Singles журналу «Billboard».

## Оригінальна версія
Пісня була написана Волтером Джейкобсом (Літтлом Волтером). Запис відбувся 21 липня 1959 року в Чикаго, Іллінойс, в якому взяли участь Літтл Волтер (вокал, губна гармоніка), Отіс Спенн (фортепіано), Лютер Такер і Фредді Робінсон (обидва — гітара), Віллі Діксон (контрабас) і Біллі Степні (ударні). Пісня вийшла у липні 1959 року на Checker (дочірньому лейблі Chess Records) на синглі з «Back Track» на стороні «Б». «Everything Gonna Be Alright» стала хітом і 1959 року пісня посіла 25-е місце в хіт-параді R&B Singles журналу «Billboard».
У 1969 році запис був включений до збірки Hate to See You Go, випущеній на Chess.

## Інші версії
Пісню перезаписали інші виконавці, зокрема Чарлі Масселвайт для Stone Blues (1968), Джордж Сміт для Blues with a Feeling (1969), Кері Белл (березень 1977) для Heartaches and Pain (1994), Літтл Віллі Андерсон (1979), Бадді Гай і Джуніор Веллс (1982), Джеймс Коттон для Mighty Long Time (1991), Кім Вілсон (1997), Роберт Найтгок (1998), Джон Геммонд (1998), Дейв Елвін (2002) та ін.